# Яккабазький район
Яккабазький район (узб. Яккабоғ тумани, Yakkabog’ tumani) — район у Кашкадар'їнській області Узбекистану. Розташований на сході області. Утворений 29 вересня 1926 року. Центр — місто Яккабаг.